# Kokuzna vremena
Kokuzna vremena je prvi studijski album sarajevske grupe Merlin. Objavljen je 1985. godine u izdanju diskografske kuće Diskoton. Sve je pjesme napisao, aranžirao i skladao Dino Merlin. Sniman je u muzičkom studiju Blap a producirao ga je Brano Likić.

## Popis pjesama
| Broj | Pjesma                   | Autor       | Producent                |  |
| ---- | ------------------------ | ----------- | ------------------------ |  |
| 1    | Kokuzna vremena          | Dino Merlin | Dino Merlin, Brano Likić |  |
| 2    | Ljubav nije paradajz     | Dino Merlin | Dino Merlin, Brano Likić |  |
| 3    | Jutro u Splitu           | Dino Merlin | Dino Merlin, Brano Likić |  |
| 4    | Pile u kandžama jastreba | Dino Merlin | Dino Merlin, Brano Likić |  |
| 5    | Svjetla Zagreba          | Dino Merlin | Dino Merlin, Brano Likić |  |
| 6    | Pričalica                | Dino Merlin | Dino Merlin, Brano Likić |  |
| 7    | Ružan san                | Dino Merlin | Dino Merlin, Brano Likić |  |
| 8    | Duhovi konjaka           | Dino Merlin | Dino Merlin, Brano Likić |  |
| 9    | Daj, nazovi me           | Dino Merlin | Dino Merlin, Brano Likić |  |